# DAHLIA (歌手)
DAHLIA（ダリア、1983年 - ）はアメリカハワイ州出身の歌手。2005年に愛知県にて開催された2005年日本国際博覧会「愛・地球博」の公式イメージソング「I'll Be Your Love」を歌った。プロデューサーはYOSHIKI。

## ディスコグラフィ
シングル
- I'll Be Your Love (2003/10/29)